# Liste des jardins partagés de Toulouse
Cet article dresse une liste des jardins partagés de Toulouse.
| Nom                                             | Superficie | Année de création | Adresse                        | Coordonnées                 | Illustration |
| ----------------------------------------------- | ---------- | ----------------- | ------------------------------ | --------------------------- | ------------ |
| Jardin du Multiple                              | 600 m²     | 2015              | 27 bis allées Maurice-Sarraut  |                             |              |
| Jardin partagé Monplaisir                       |            | 2014              | 1 boulevard Monplaisir         |                             |              |
| Jardin Jolimonde                                |            | 2014              | 19 rue Kepler                  |                             |              |
| Jardin Pousse Cailloux                          | 408 m²     | 2010              | 59 rue Adolphe-Coll            | 43° 35′ 51″ N, 1° 25′ 23″ E |              |
| Jardin Arnaud-Bernard                           | 80 m²      | vers 2010         | 15 rue d'Embarthe              | 43° 36′ 33″ N, 1° 26′ 16″ E |              |
| Jardin de la Butte « Au bonheur des Ortalièrs » | 4730 m²    | 2018              | 44 rue Louis-Plana             | 43° 36′ 36″ N, 1° 28′ 56″ E |              |
| Jardin Mounebani                                | 1422 m²    | 2021              | 152 route de Saint-Simon       | 43° 34′ 20″ N, 1° 23′ 00″ E |              |
| Jardin partagé de la Salade                     | 1860 m²    | 2020              | 39 route de Launaguet          |                             |              |
| Ô Jardin Romain                                 | 1860 m²    | 2016              | 107 avenue des Arènes-Romaines | 43° 36′ 55″ N, 1° 23′ 45″ E |              |